# 楊琰
楊琰（1494年—？年），字用思，四川順慶府南充縣人，軍籍，治《詩經》，明朝政治人物。

## 生平
四川鄉試第六十四名舉人。正德十六年（1521年）中式辛巳科會試第一百二十九名，登第三甲第一百九十四名進士。授行人，嘉靖五年（1526年）六月选授山西道试監察御史。

## 家族
曾祖楊玉璽；祖父楊永寬；父楊仲魁，母廖氏。慈侍下。